# Campeonato Sul-Americano de Voleibol Feminino de 1977
O 12º Campeonato Sul-Americano de Voleibol Feminino foi realizado no ano de 1977 em Lima, Peru.

## Tabela Final
| Posição | Equipe    |
| ------- | --------- |
|         | Peru      |
|         | Brasil    |
|         | Argentina |
| 4       | Chile     |
| 5       | Bolívia   |
| 6       | Paraguai  |
| 7       | Venezuela |
| 8       | Equador   |

## Premiação
| Campeonato Sul-Americano de Voleibol Feminino de 1977 |
| border.                                               |
| ----------------------------------------------------- |
| Peru (6º título)                                      |